# Jagelló Anna magyar királynévá koronázása Székesfehérváron 1527-ben
Jagelló Anna magyar királynévá koronázása az az esemény, amelynek során I. Ferdinánd magyar király feleségét, a 24 éves Annát a férje királlyá koronázása után egy nappal, 1547. november 4-én Székesfehérvárott Podmaniczky István nyitrai püspök magyar királynévá koronázta. Anna a mohácsi csatában odaveszett II. Lajos magyar király nővére, II. Ulászló magyar király és Candale-i Anna lánya volt. Férje, I. Ferdinánd kizárólag szabad választás jogán jutott a magyar királyi trónra, nem pedig öröklés, a Habsburg–Jagelló házassági szerződés révén; a magyar országgyűlés választotta királlyá Pozsonyban 1526. december 17-én, Szapolyai János ellenében. Így, mivel a király nem Anna hercegnő jogán töltötte be pozícióját, Anna nem lett a saját jogán uralkodó királynő, hanem csak az ország koronázott királynéja.

## Előzmények: Magyar hercegnőből magyar királyné
Miután II. Lajos 1526-ban a mohácsi csatában meghalt, Magyarországon két markánsan eltérő vélemény alakult ki az új király személyét illetően.
1526. október 14-én Hainburgban találkozott Ferdinánd osztrák főherceg és az özvegy Mária királyné, ahol megegyeztek, hogy az 1515. július 19-ei bécsi királytalálkozón kötött házassági szerződés alapján a Magyarországgal kapcsolatos jogaikat, ha kell, fegyverrel is érvényesítik, és királyválasztó országgyűlést tartanak. A hainburgi tanácskozáson, amely október 14-től 17-ig tartott, részt vett Anna főhercegné is, Mária kíséretében pedig Szalaházi Tamás veszprémi püspök és Thurzó Elek országbíró. Ferdinándot a cseh rendek 1526. október 23-án választották királlyá.
A magyarok egy része azonban a rákosi végzés értelmében nem akart idegen uralkodót, és mivel Anna házassága is a rendek beleegyezése nélkül történt meg, 1526. november 10-én Székesfehérvárott királlyá választották Szapolyai Jánost, akit másnap, november 11-én ugyanott királlyá koronáztak.
Az özvegy Mária királyné által november 23-ára Komáromba összehívott országgyűlés, mely azonban Pozsonyban ült össze 1526. december 17-én, csak egyedül Anna férjét, Ferdinándot választotta királlyá, Annát nem, és a rendek ki is hangsúlyozták, hogy I. Ferdinánd kizárólag szabad választás jogán jutott a magyar királyi trónra, nem pedig öröklés, a Habsburg–Jagelló házassági szerződés révén, tehát nem Anna hercegnő jogán töltötte azt be.
Az új magyar királyné főpohárnoka (pohárnokmestere) Petrőczy Pál lett. Petrőczynek fennmaradt egy magyar nyelvű levele 1526. decemberéből, melyet Batthyány Ferenc horvát bánhoz írt, és amely nyelvtörténetileg is fontos adalékkal szolgált, hiszen ez az első dokumentált említése az olyan figura etymologicának, mint a jöttön-jön.
Ferdinánd és Anna cseh királlyá és királynévá koronázása a választást követő évben történt meg. Ferdinándot 1527. február 24-én koronázták meg, míg Annát a következő napon, február 25-én Prágában.

## Anna magyar királynévá koronázása

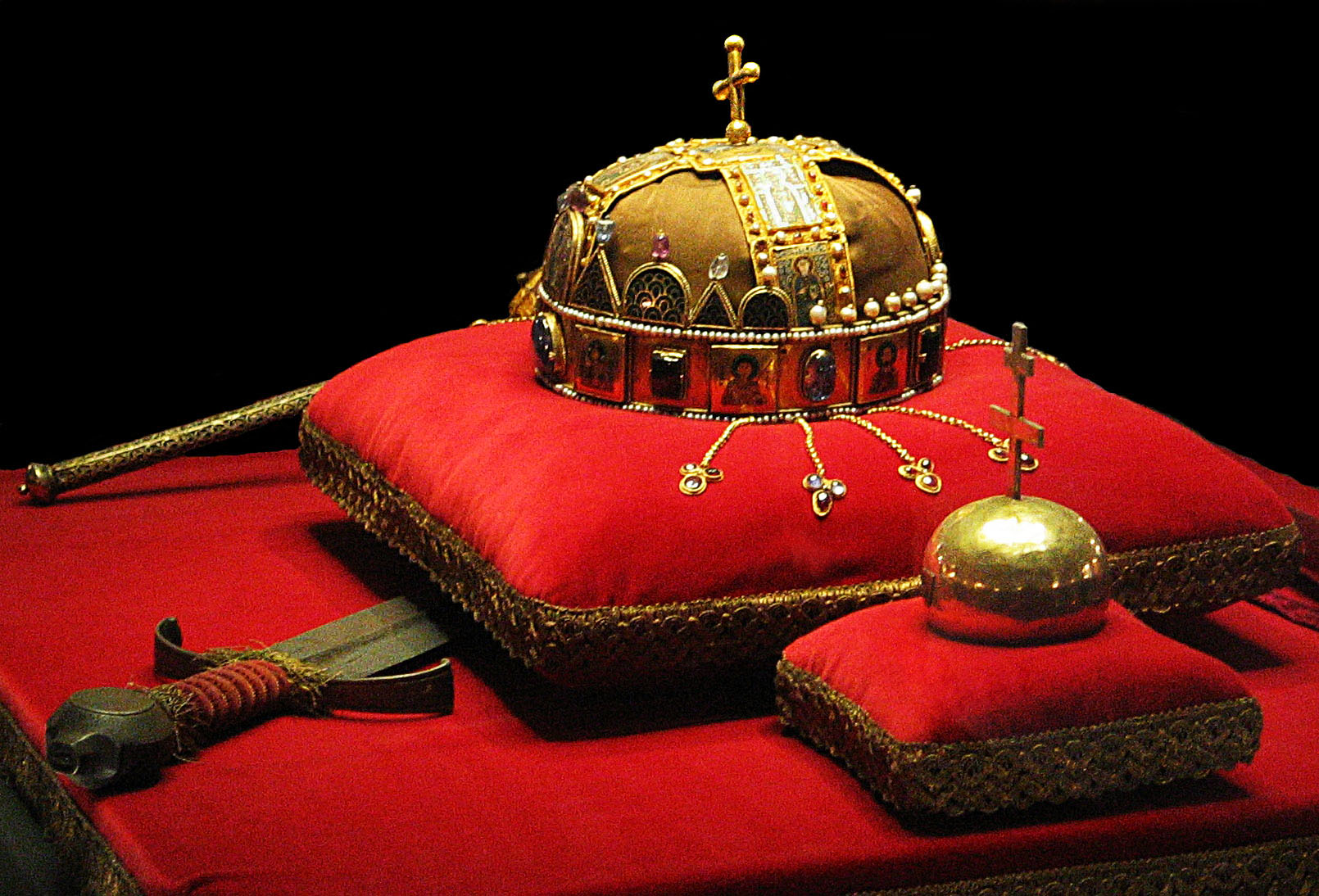
A Szent Korona, a jogar és az országalma

Ferdinánd és Anna magyar királlyá és királynévá koronázása szintén a választást követő évben zajlott le. Ferdinánd már magyar királyként először 1527. július 31-én Köpcsénynél lépett magyar földre, pontosan azon a napon, amikor Anna világra hozta az elsőszülött fiukat, Miksa trónörököst Bécsben, de az apa nem szakította meg az útját, és az év további részét is Magyarországon töltötte, ekkor azonban a második gyermekszülésén éppen átesett felesége még érthető okokból nem követte őt a szülőhazájába. Anna királyné a sógornője, Mária özvegy királyné társaságában 1527. október 13-án utazott Bécsből Pozsonyba, és innen mentek hajóval Anna szülővárosába, Budára. „Mária fekete posztóval bevont hajón és gyászruhás kísérettel evezett le a Dunán Pozsonyból Budára, míg sógorasszonya bíborszínű posztóval ékesített hajón érkezett oda.” Budán csatlakoztak Ferdinándhoz, és október 29-én mentek együtt Székesfehérvárra „háromezret számláló gyalog és lovas csapat s 14 ágyú kíséretében.” Október 31-én vonultak be a koronázó városba. Perényi Péter koronaőr november 2-án érkezett Fehérvárra Temesvárról a Szent Koronával. 13 püspök volt jelen a koronázásnál, köztük Várdai Pál esztergomi érsek, Szalaházi Tamás egri és Podmaniczky István nyitrai püspök. Másnap, november 3-án zajlott le Ferdinánd koronázása, amely mindenben Szapolyai János 1526. november 11-ei királlyá kenését követte, így Ferdinándot sem az esztergomi érsek, hanem a nyitrai püspök koronázta királlyá. Annának a következő nap, november 4-én szintén nem a királynékat hagyományosan koronázó veszprémi püspök helyezte a fejére a koronát, mivel ez a tisztség nem volt betöltve, így őt is Podmaniczky István koronázta meg. Anna királyné a szertartás idején lázas beteg volt, és a férfi kiszolgáló személyzete az ekkor Magyarországon dúló járvány áldozata lett.
Anna királyné koronázásáról a sziléziai születésű Caspar Ursinus Velius (eredeti nevén Caspar Bernhardi) (1493 körül–1539), I. Ferdinánd történetírója így számolt be latin nyelven, melyet Szebelédi Zsolt fordított magyarra: „A következő napon hasonló pompával és előkészületekkel, mint amilyennel az előző napon a királyt megkoronázták, Anna fejére is ráhelyezték a koronát. Nem azt a Szent Koronát, amellyel régi szokás szerint a királyokat koronázzák, hanem egy nem annyira régi, ám pompás és jókora, igen nagy értékű gyöngyökkel díszített másik koronát. Őt a királlyal együtt, aki a koronáját maga is a fején viselte, a templomba kísérték. Akkor a templomban, miután a menyasszonyi fátyolt levette, kiengedett hajjal a király és Mária királyné között felment, és a főoltár előtt megállt. Ezután szokás szerint felkenték és megkoronázták. Asszonyi tekintetéről a királynői tekintéllyel egyesülve sugárzott a szemérem és a szépség. Már két gyermeket szült, az országok felett pedig férjével igen szerencsésen uralkodott. Az összes ma élő királynő közül kiemelkedő dísz és a házastársi tisztaság mintája volt. A koronázás napjának további részét lakomával, tánccal töltötték. A szürkületben a nemes és válogatott ifjúság hadijátékot mutatott be. A játékot a királyi palota előtti téren tartották. A jeles fiatalok erősen felfegyverzett lovakon két csoportra oszolva felálltak, és támadásba lendültek. A hadijátékot a trójai háború után, elferdített kifejezéssel a romlott utókor torneamentum-nak nevezi. A következő napon lóversenyt rendeztek a város határáig és vissza. Megtekintésére a király és a királynék is a legelőkelőbbekkel együtt kivonultak a hippodrom-hoz. A városból az emberek hatalmas tömege tódult ki a látványosságra. A versenyben Mária királyné lova a többieket messze maga mögött hagyva, könnyen elnyerte a pálmát.”

## Következmények: Anna magyar trónöröklési joga
Az 1505. október 13-ai rákosi végzés értelmében a magyar rendek ugyan kifejezésre juttatták azon óhajukat, hogy II. Ulászló fiúörökös nélküli halála esetén többé nem választanak idegen uralkodót, valamint a leányági öröklést, így Anna hercegnő trónöröklési jogát nem ismerik el, és a pozsonyi országgyűlés 1526. december 17-én csak egyedül Anna férjét, Ferdinándot választotta királlyá, ami szerint I. Ferdinánd kizárólag szabad választás jogán jutott a magyar királyi trónra, nem pedig öröklés, a Habsburg–Jagelló házassági szerződés révén, tehát nem Anna hercegnő jogán töltötte azt be, I. Ferdinánd és különösen Anna királyné fontosnak tartotta a trónöröklési jogának elismertetését, és hogy ezt utódaira, elsősorban a fiúutódokra is kiterjessze. Ferdinánd királlyá választásakor nem szabályozták a további trónöröklést, és bár Anna hercegnő elfogadta azt a tényt, hogy belőle nem Magyarország királynője, ellentétben I. (Nagy) Lajos leányával, Mária királynővel 1382-ben, hanem csak királynéja lett, ahogy Anna dédanyja, Zsigmond király lánya, Luxemburgi Erzsébet 1437-ben, ugyanakkor Erzsébet jogait az 1439-es budai országgyűlés (1439. május 29.) elismerte, és férje örökösévé nyilvánította, de Anna a fiai számára igyekezett továbbörökíteni a trónöröklési jogait.
Anna királyné 1532-ben lemondott az akkor már megszületett fiai, Miksa (1527–1576) és Ferdinánd (1529–1595) javára a magyar és cseh trónöröklési jogáról, de fenntartotta magának azt a lehetőséget, hogyha túlélné a férjét, I. Ferdinándot, akkor saját maga kormányozná Magyar- és Csehországot. Anna királyné azonban még a férje életében, 1547. január 27-én gyermekszülés következtében meghalt, ugyanakkor elsőszülött fia, Miksa ekkor már 19 éves volt, és az 1547. november 15-ei nagyszombati országgyűlésen az 1547: 5. törvény kimondta, hogy „[...] az ország rendei és karai magukat nemcsak Ő felsége, hanem örökösei uralmának és hatalmának is örök időre alávetették [...].” E törvény értelmében kérték Ferdinándot, hogy mivel az udvarát nem Magyarország területén tartja, így elsőszülött fia, Miksa jöjjön személyesen az országba, és kormányozzon apja nevében. E törvény ugyan elismerte a Habsburg-ház trónöröklési jogát, bár a trónöröklés rendjét nem szabályozta, és ezzel a trónbetöltés jogalapja a Habsburg-házon belül továbbra is a választás maradt, de csak I. Ferdinánd és Jagelló Anna leszármazottainak biztosította a trónöröklés jogát, Ferdinánd bátyjának, V. Károly német-római császárnak a leszármazottait, azaz a spanyol Habsburgokat kizárta. I. Ferdinánd az 1538-as váradi békében még bátyja, V. Károly császár és törvényes fiúutódai számára is elismertette a Magyarországra vonatkozó trónöröklési jogát, bár a spanyol ág trónöröklését az 1543-as és 1547-es végrendeleteiben ejtette, és I. Ferdinánd fiúleszármazottainak kihalása esetére a leányokra szállt a trónbetöltés joga, viszont Ferdinánd e végrendelkezései csak házi jellegűek voltak, azoknak nem volt kötelező érvénye Magyarországra vonatkozóan.